# Cristian Zaccardo
Cristian Zaccardo (21. prosinec 1981, Formigine, Itálie) je bývalý italský fotbalový obránce.

## Klubová kariéra
V roce 1991 s ním vedení Boloně dohodlo na pobytu v jejich mládežnickém týmu a zůstal zde do roku 2000. První zápasy za dospělé odehrál ve třetí lize za Spezii, kde byl poslán na hostování v roce 2000. Po návratu se již začlenil do sestavy Boloně a odehrál tam tři roky v nejvyšší lize.
V létě roku 2004 jej klub prodalo do Palerma za 680 000 Euro plus hráče Valentina Nastase. V klubu odehrál za čtyři sezony celkem 161 utkání a vstřelil 9 branek. Nejlepšího umístění v lize dosáhl 5. místa v sezonách 2005/06 a 2006/07. Také tři sezony hrál o evropské poháry.
Na sezonu 2008/09 jej koupil německý klub Wolfsburg i s kolegou z obrany Barzaglim. Pomáhá klubu vyhrát senzační titul v lize. Jenže často nehrál a na začátku následující sezony se vrátil do Itálie. V létě 2009 byl prodán do Parmy, kde hrál tři a půl roku. Za tuhle dobu odehrál celkem 123 utkání a vstřelil 10 branek. Patřil mezi stálice v sestavě.
V lednu 2013 jej koupil Milán a on si zvolil číslo dresu 81. Za dva a půl leté působení odehrál jen 17 utkání a vstřelil jednu branku. Patřil mezi střídající hráče. Sezonu 2015/16 již hrál za nováčka ligy Carpi. Odehrál 27 utkání, ale nezabránil k sestupu. Poté hrál rok za druholigovou Vicenzu a v říjnu 2017 podepsal smlouvu maltskému klubu Ħamrun Spartans. Poslední angažmá měl v roce 2019 když hrál půl roku za sanmarinský klub Tre Fiori, s nimiž vyhrál místní domácí pohár. Poté ukončil fotbalovou kariéru.

## Přestupy
- z Bologna do Palermo za 680 000 Euro
- z Palermo do Wolfsburg za 7 000 000 Euro
- z Wolsburg do Parma za 2 000 000 Euro
- z Parma do Milán za 3 000 000 Euro
- z Milán do Carpi zadarmo
- z Carpi do Vicenza nejprve na hostování a pak zadarmo

## Statistiky
| Sezóna  | Klub            | Liga                   | Liga   | Liga | Národní poháry | Národní poháry | Národní poháry | Kontinentální poháry | Kontinentální poháry | Kontinentální poháry | Celkem | Celkem |
| Sezóna  | Klub            | Soutěž                 | Zápasy | Góly | Soutěž         | Zápasy         | Góly           | Soutěž               | Zápasy               | Góly                 | Zápasy | Góly   |
| ------- | --------------- | ---------------------- | ------ | ---- | -------------- | -------------- | -------------- | -------------------- | -------------------- | -------------------- | ------ | ------ |
| 2000/01 | Spezia          | Serie C1               | 28+2   | 0    | IP             | 0              | 0              | -                    | 0                    | 0                    | 30     | 0      |
| 2001/02 | Bologna         | Serie A                | 19     | 1    | IP             | 2              | 0              | -                    | 0                    | 0                    | 21     | 1      |
| 2002/03 | Bologna         | Serie A                | 32     | 1    | IP             | 2              | 0              | Int.                 | 6                    | 1                    | 40     | 2      |
| 2003/04 | Bologna         | Serie A                | 28     | 0    | IP             | 2              | 0              | -                    | 0                    | 0                    | 30     | 0      |
| 2004/05 | Palermo         | Serie A                | 35     | 2    | IP             | 2              | 0              | -                    | 0                    | 0                    | 27     | 2      |
| 2005/06 | Palermo         | Serie A                | 36     | 0    | IP             | 4              | 0              | UEFA                 | 4                    | 0                    | 44     | 0      |
| 2006/07 | Palermo         | Serie A                | 36     | 5    | IP             | 1              | 0              | UEFA                 | 5                    | 1                    | 42     | 6      |
| 2007/08 | Palermo         | Serie A                | 35     | 1    | IP             | 2              | 0              | UEFA                 | 1                    | 0                    | 38     | 1      |
| 2008/09 | Wolsburg        | Bundesliga             | 14     | 1    | NP             | 3              | 0              | UEFA                 | 5                    | 1                    | 22     | 2      |
| 2009    | Wolsburg        | Bundesliga             | 1      | 0    | NP             | 0              | 0              | LM                   | 0                    | 0                    | 1      | 0      |
| 2009/10 | Parma           | Serie A                | 34     | 5    | IP             | 0              | 0              | -                    | 0                    | 0                    | 34     | 5      |
| 2010/11 | Parma           | Serie A                | 34     | 3    | IP             | 2              | 0              | -                    | 0                    | 0                    | 36     | 3      |
| 2011/12 | Parma           | Serie A                | 35     | 1    | IP             | 2              | 0              | -                    | 0                    | 0                    | 37     | 1      |
| 2012/13 | Parma           | Serie A                | 15     | 1    | IP             | 1              | 0              | -                    | 0                    | 0                    | 16     | 1      |
| 2013    | Milán           | Serie A                | 1      | 0    | IP             | 0              | 0              | LM                   | 0                    | 0                    | 1      | 0      |
| 2013/14 | Milán           | Serie A                | 11     | 0    | IP             | 1              | 0              | LM                   | 1                    | 0                    | 13     | 0      |
| 2014/15 | Milán           | Serie A                | 3      | 1    | IP             | 0              | 0              | -                    | 0                    | 0                    | 3      | 1      |
| 2015/16 | Carpi           | Serie A                | 27     | 1    | IP             | 2              | 0              | -                    | 0                    | 0                    | 29     | 1      |
| 2016/17 | Vicenza         | Serie B                | 24     | 0    | IP             | 0              | 0              | -                    | 0                    | 0                    | 24     | 0      |
| 2017/18 | Ħamrun Spartans | Premier League         | 15     | 3    | MP             | 1              | 0              | -                    | 0                    | 0                    | 16     | 3      |
| 2019    | Tre Fiori       | Campionato Sammarinese | 0      | 0    | SMP            | 3              | 1              | -                    | 0                    | 0                    | 3      | 1      |
| Celkově | Celkově         | Celkově                | 456    | 25   | -              | 29             | 1              | -                    | 22                   | 3                    | 507    | 29     |

## Reprezentační kariéra

### Juniorská
Již v 15 letech nastupoval za reprezentaci U16 v roce 1998. Byl součástí vítězného týmu na ME U21 2004. Celkem tak za Itálii U21 odehrál 21 utkání a vstřelil dvě branky.

### Seniorská
Za seniorskou reprezentaci nastupoval v letech 2004 až 2007. Za tuhle dobu odehrál 17 utkání a vstřelil jednu branku. První zápas odehrál 17. listopadu 2004 proti Finsku (1:0). Trenér Marcello Lippi jej nominoval na MS 2006 v Německu, kde odehrál tři utkání a získal s reprezentací zlatou medaili.
Po vítězném turnaji nastoupil ještě do dvou utkání. Tím posledním bylo 17. října 2007 proti Jižní Africe (2:0).

### Statistika na velkých turnajích
| Reprezentace | Rok     | Zápasy             | Zápasy | Zápasy   | Zápasy           | Zápasy           | Zápasy   |
| Reprezentace | Rok     | Fáze turnaje       | Datum  | Soupeř   | Odehraných minut | Vstřelené branky | Výsledek |
| ------------ | ------- | ------------------ | ------ | -------- | ---------------- | ---------------- | -------- |
| Itálie       | MS 2006 | 1 zápas ve skupině | 12. 6. | Ghana    | 90               | 0                | 2:0      |
| Itálie       | MS 2006 | 2 zápas ve skupině | 17. 6. | USA      | 54               | 0                | 1:1      |
| Itálie       | MS 2006 | Čtvrtfinále        | 30. 6. | Ukrajina | 13               | 0                | 3:0      |

Branka Cristiana Zaccarda v A-mužstvu italské reprezentace
| Gól | Datum       | Stadion                               | Soupeř    | Skóre (min.) | Výsledek | Soutěž                 |
| --- | ----------- | ------------------------------------- | --------- | ------------ | -------- | ---------------------- |
| 010 | 8. 10. 2005 | Stadio Renzo Barbera, Palermo, Itálie | Slovinsko | 01:0 0(78.)  | 1:0      | kvalifikace na MS 2006 |